# Hassan Ould Mouha Ou Hammou Zayani
Pour les articles homonymes, voir Zayani.
Hassan ben Mohammed Amahzoune connu sous le surnom de « Pacha Hassan », fils de Mouha Ou Hammou Zayani, devint pacha de Khénifra et Adel des Zayanes après sa soumission et celle de ses frères Amahrok et Bouazza, le 2 juin 1920, au général français Joseph-François Poeymirau. Ce revirement vers la collaboration fait écho à celui du pacha de Marrakech Thami El Glaoui. Ces deux pachas ont joué un rôle important dans le processus de soumission des tribus berbères hostiles à la colonisation.
C'est après l'instauration du protectorat qu'une nouvelle classe de propriétaires terriens comme (le pacha Hassan et le clan Imahzane à Khénifra, avec 50 000 ha, et El Glaoui à Marrakech, avec 150 000 ha) a vu le jour en guise de récompense à leur collaboration avec les colons, au détriment des populations refusant la soumission. Des terrains ont été spoliés aux tribus hostiles à l'ingérence française.

## Biographie
Né à Khénifra, le pacha Hassan Amahzoune est le fils du « seigneur des montagnes » Moha ou Hammou El Harkati Zayani ben Moha ou Akka. Sa mère est une Berbère prénommée Hennou,. Une figure distincte parmi les fils de Mouha Ou Hammou[pas clair]. Sa soumission le 2 juin 1920 au général Joseph-François Poeymirau constitua un atout pour les colons afin de renforcer leur présence dans une région stratégique dont les populations étaient hostiles à toute présence étrangère, même celle du Makhzen, représentée par différentes dynasties. La machine de guerre coloniale avait pu s'imposer sur le territoire des Zayans. Le pacha Hassan opta pour la France, le père Mouha ou Hammou fut laissé à l’abandon par ses fils jusqu'à sa mort tragique[pas clair], qui rappelle celle de la reine berbère Kahena, comme l'écrivait Maurice Le Glay dans son œuvre Le sentier de la guerre et de l'amour.

## Un symbole de la féodalité
Nommé pacha à la tête d'un réseau de caïds formés par ses frères et d'autres membres de sa famille (Bouazza, Baadi, Amahrok, Brahim, Moulay Ahmed, etc.), cette fonction de  pacha lui donna tous les privilèges et avantages. Il fut un haut dignitaire des tribus zayanes et disposa d'un large pouvoir, ce qui lui permettra de spolier de vastes terres, environ 50 000 hectares pris des Zayans qui refusent la soumission, et rejoint les principaux chefs de la féodalité marocaine comme le pacha El Glaoui et le caïd El Ayadi.

## Descendance
Il eut plusieurs enfants dont:
- le caïd Ahmed ould Hassan, son fils ainé[6];
- Lalla Latifa[7],[8],[9] (née en 1946[réf. nécessaire]), épouse du roi Hassan II et mère du roi Mohammed VI. Elle épouse Hassan II en novembre 1961[10] et devient S. A. la princesse Lalla Latifa[11],[12]. Le couple a cinq enfants.

## Distinctions
- Grand-croix de la Légion d'honneur (1925)
- Grand-officier de la Légion d'honneur (1919)
- Croix de guerre 1914-1918